# Alireza Joyasteh
Alireza Joyasteh –en persa, علیرضا خجسته– (nacido el 28 de marzo de 1997) es un deportista iraní que compite en judo. Ganó una medalla de plata en el Campeonato Asiático de Judo de 2016 en la categoría de –66 kg.

## Palmarés internacional
| Campeonato Asiático | Campeonato Asiático  | Campeonato Asiático | Campeonato Asiático |
| Año                 | Lugar                | Medalla             | Categoría           |
| ------------------- | -------------------- | ------------------- | ------------------- |
| 2016                | Taskent (Uzbekistán) | Medalla de plata    | –66 kg              |